# Daytime Emmy Award per la miglior serie drammatica
Il Daytime Emmy Award per la miglior serie drammatica (Daytime Emmy Award for Outstanding Drama Series) è un premio annuale assegnato alla migliore serie tv drammatica in onda nella fascia day-time dell'anno.

## Vincitori e candidati

### Anni 1970
- 1974
  - The Doctors, trasmessa dalla NBC
  - General Hospital, trasmessa dalla ABC
  - Il tempo della nostra vita (Days of Our Lives), trasmessa dalla NBC
- 1975
  - Febbre d'amore (The Young and the Restless), trasmessa dalla CBS
  - Destini (Another World), trasmessa dalla NBC
  - Il tempo della nostra vita (Days of Our Lives), trasmessa dalla NBC
- 1976
  - Destini (Another World), trasmessa dalla NBC
  - Febbre d'amore (The Young and the Restless), trasmessa dalla CBS
  - Il tempo della nostra vita (Days of Our Lives), trasmessa dalla NBC
  - La valle dei pini (All My Children), trasmessa dalla ABC
- 1977
  - I Ryan (Ryan's Hope), trasmessa dalla ABC
  - Ai confini della notte (The Edge of Night), trasmessa dalla ABC
  - Destini (Another World), trasmessa dalla NBC
  - Il tempo della nostra vita (Days of Our Lives), trasmessa dalla NBC
  - La valle dei pini (All My Children), trasmessa dalla ABC
- 1978
  - Il tempo della nostra vita (Days of Our Lives), trasmessa dalla NBC
  - Febbre d'amore (The Young and the Restless), trasmessa dalla CBS
  - I Ryan (Ryan's Hope), trasmessa dalla ABC
  - La valle dei pini (All My Children), trasmessa dalla ABC
- 1979
  - I Ryan (Ryan's Hope), trasmessa dalla ABC
  - Febbre d'amore (The Young and the Restless), trasmessa dalla CBS
  - Il tempo della nostra vita (Days of Our Lives), trasmessa dalla NBC
  - La valle dei pini (All My Children), trasmessa dalla ABC

### Anni 1980
- 1980
  - Sentieri (Guiding Light), trasmessa dalla CBS
  - Destini (Another World), trasmessa dalla NBC
  - La valle dei pini (All My Children), trasmessa dalla ABC
- 1981
  - General Hospital, trasmessa dalla ABC
  - I Ryan (Ryan's Hope), trasmessa dalla ABC
  - La valle dei pini (All My Children), trasmessa dalla ABC
- 1982
  - Sentieri (Guiding Light), trasmessa dalla CBS
  - General Hospital, trasmessa dalla ABC
  - I Ryan (Ryan's Hope), trasmessa dalla ABC
  - La valle dei pini (All My Children), trasmessa dalla ABC
- 1983
  - Febbre d'amore (The Young and the Restless)
  - General Hospital
  - Il tempo della nostra vita (Days of Our Lives)
  - La valle dei pini (All My Children)
  - Una vita da vivere (One Life to Live)
- 1984
  - General Hospital
  - Il tempo della nostra vita (Days of Our Lives)
  - La valle dei pini (All My Children)
- 1985
  - Febbre d'amore (The Young and the Restless)
  - General Hospital
  - Sentieri (Guiding Light)
  - Il tempo della nostra vita (Days of Our Lives)
  - La valle dei pini (All My Children)
- 1986
  - Febbre d'amore (The Young and the Restless)
  - Così gira il mondo (As the World Turns)
  - General Hospital
  - La valle dei pini (All My Children)
- 1987
  - Così gira il mondo (As the World Turns)
  - Febbre d'amore (The Young and the Restless)
  - Santa Barbara
  - La valle dei pini (All My Children)
- 1988
  - Santa Barbara
  - Così gira il mondo (As the World Turns)
  - Febbre d'amore (The Young and the Restless)
  - General Hospital
  - La valle dei pini (All My Children)
- 1989
  - Santa Barbara
  - Così gira il mondo (As the World Turns)
  - Febbre d'amore (The Young and the Restless)
  - General Hospital
  - Sentieri (Guiding Light)
  - La valle dei pini (All My Children)

### Anni 1990
- 1990
  - Santa Barbara
  - La valle dei pini (All My Children)
  - Sentieri (Guiding Light)
  - Febbre d'amore (The Young and the Restless)
- 1991
  - Così gira il mondo (As the World Turns)
  - La valle dei pini (All My Children)
  - Sentieri (Guiding Light)
  - Febbre d'amore (The Young and the Restless)
- 1992
  - La valle dei pini (All My Children)
  - Così gira il mondo (As the World Turns)
  - Sentieri (Guiding Light)
  - Febbre d'amore (The Young and the Restless)
- 1993
  - Febbre d'amore (The Young and the Restless)
  - La valle dei pini (All My Children)
  - Così gira il mondo (As the World Turns)
  - Sentieri (Guiding Light)
- 1994
  - La valle dei pini (All My Children)
  - Così gira il mondo (As the World Turns)
  - Sentieri (Guiding Light)
  - Febbre d'amore (The Young and the Restless)
- 1995
  - General Hospital
  - La valle dei pini (All My Children)
  - Il tempo della nostra vita (Days of Our Lives)
  - Febbre d'amore (The Young and the Restless)
- 1996
  - General Hospital
  - La valle dei pini (All My Children)
  - Il tempo della nostra vita (Days of Our Lives)
  - Febbre d'amore (The Young and the Restless)
- 1997
  - General Hospital
  - Febbre d'amore (The Young and the Restless)
  - Il tempo della nostra vita (Days of Our Lives)
  - La valle dei pini (All My Children)
- 1998
  - La valle dei pini (All My Children)
  - Febbre d'amore (The Young and the Restless)
  - General Hospital
  - Il tempo della nostra vita (Days of Our Lives)
- 1999
  - General Hospital
  - Febbre d'amore (The Young and the Restless)
  - Il tempo della nostra vita (Days of Our Lives)
  - La valle dei pini (All My Children)

### Anni 2000
- 2000
  - General Hospital
  - Febbre d'amore (The Young and the Restless)
  - La valle dei pini (All My Children)
  - Una vita da vivere (One Life to Live)
- 2001
  - Così gira il mondo (As the World Turns)
  - Febbre d'amore (The Young and the Restless)
  - General Hospital
  - La valle dei pini (All My Children)
- 2002
  - Una vita da vivere (One Life to Live)
  - Così gira il mondo (As the World Turns)
  - Febbre d'amore (The Young and the Restless)
  - La valle dei pini (All My Children)
- 2003
  - Così gira il mondo (As the World Turns)
  - Beautiful (The Bold and the Beautiful)
  - Febbre d'amore (The Young and the Restless)
  - Port Charles
- 2004
  - Febbre d'amore (The Young and the Restless)
  - Beautiful (The Bold and the Beautiful)
  - Così gira il mondo (As the World Turns)
  - General Hospital
  - Sentieri (Guiding Light)
- 2005
  - General Hospital
  - Così gira il mondo (As the World Turns)
  - Febbre d'amore (The Young and the Restless)
  - La valle dei pini (All My Children)
- 2006
  - General Hospital
  - Così gira il mondo (As the World Turns)
  - Febbre d'amore (The Young and the Restless)
  - Sentieri (Guiding Light)
- 2007
  - Febbre d'amore (The Young and the Restless) ex aequo
  - Sentieri (Guiding Light) ex aequo
  - Beautiful (The Bold and the Beautiful)
  - Una vita da vivere (One Life to Live)
- 2008[1]
  - General Hospital
  - Sentieri (Guiding Light)
  - Una vita da vivere (One Life to Live)
  - Febbre d'amore (The Young and the Restless)
- 2009[2]
  - Beautiful (The Bold and the Beautiful)
  - Il tempo della nostra vita (Days Of Our Lives)
  - La valle dei pini (All My Children)

### Anni 2010
- 2010[3]
  - Beautiful (The Bold and the Beautiful)
  - Febbre d'amore (The Young and the Restless)
  - General Hospital
  - La valle dei pini (All My Children)
- 2011[4][5]
  - Beautiful (The Bold and the Beautiful)
  - Febbre d'amore (The Young and the Restless)
  - General Hospital
  - La valle dei pini (All My Children)
- 2012[6]
  - General Hospital
  - Febbre d'amore (The Young and the Restless)
  - La valle dei pini (All My Children)
  - Il tempo della nostra vita (Days Of Our Lives)
- 2013[7]
  - Il tempo della nostra vita (Days Of Our Lives)
  - Beautiful (The Bold and the Beautiful)
  - Febbre d'amore (The Young and the Restless)
  - General Hospital
  - Una vita da vivere (One Life To Live)
- 2014[8]
  - Febbre d'amore (The Young and the Restless)
  - Beautiful (The Bold and the Beautiful)
  - Il tempo della nostra vita (Days Of Our Lives)
  - Una vita da vivere (One Life To Live)
- 2015[9][10]
  - Febbre d'amore (The Young and the Restless) ex aequo
  - Il tempo della nostra vita (Days Of Our Lives) ex aequo
  - Beautiful (The Bold and the Beautiful)
  - General Hospital
- 2016[11][12]
  - General Hospital
  - Beautiful (The Bold and the Beautiful)
  - Febbre d'amore (The Young and the Restless)
  - Il tempo della nostra vita (Days Of Our Lives)
- 2017[13]
  - General Hospital
  - Beautiful (The Bold and the Beautiful)
  - Febbre d'amore (The Young and the Restless)
  - Il tempo della nostra vita (Days of Our Lives)
- 2018[14]
  - Il tempo della nostra vita (Days of Our Lives)
  - General Hospital
  - Beautiful (The Bold and the Beautiful)
  - Febbre d'amore (The Young and the Restless)
- 2019[15]
  - Febbre d'amore (The Young and the Restless)
  - Beautiful (The Bold and the Beautiful)
  - General Hospital
  - Il tempo della nostra vita (Days of Our Lives)

### Anni 2020
- 2020[16]
  - Febbre d'amore (The Young and the Restless)
  - Beautiful (The Bold and the Beautiful)
  - General Hospital
  - Il tempo della nostra vita (Days of Our Lives)
- 2021[17]
  - General Hospital
  - Beautiful (The Bold and the Beautiful)
  - Il tempo della nostra vita (Days of Our Lives)
  - Febbre d'amore (The Young and the Restless)
- 2022[18]
  - General Hospital
  - Beyond Salem
  - Il tempo della nostra vita (Days of Our Lives)
  - Beautiful (The Bold and the Beautiful)
  - Febbre d'amore (The Young and the Restless)